# Alliance of Valiant Arms
Alliance of Valiant Arms (spesso abbreviato in A.V.A.) è un videogioco gratuito online, sviluppato da Red Duck Inc. e pubblicato nel 2008 per Windows. Dal 14 giugno 2011 A.V.A. è disponibile su Steam.. Enmasse Entertainment, che acquisisce nel 2016 i diritti di A.V.A. da Aeria Games, annuncia ufficialmente che a partire dal 29 giugno 2018 A.V.A. chiude i battenti, con la chiusura dei server europei e nordamericani, mentre i server asiatici rimangono attivi.
In seguito, la casa produttrice del videogioco, Red Duck Inc., annuncia l'uscita di una nuova versione del gioco chiamata Alliance of Valiant Arms: DOG TAG. Questa versione è stata resa disponibile il 2 maggio 2019, con l'obiettivo di rendere nuovamente attivi i server europei e nordamericani. Tuttavia, al momento del lancio, i produttori non disponendo dei fondi necessari per sostenere il gioco e, dopo quasi un mese di attività, annunciano la chiusura dei server. Di conseguenza, a seguito della bancarotta dell'azienda, il gioco viene definitivamente chiuso. Sebbene fosse disponibile su Steam, dopo la chiusura non è più accessibile. A.V.A: DOG TAG si rivela un fallimento; durante il mese di attività dal 2 al 29 maggio, l'utenza è scarsa sia in Europa che in America, mentre in Asia la versione classica di A.V.A. continua a mantenere una grande utenza.
Successivamente, la nota azienda sudcoreana Neowiz Games prende in mano la situazione e decide di riaprire il gioco per l'ennesima volta. L'uscita era prevista per dicembre 2020, ma a causa del COVID-19 viene posticipata a una data da definirsi. Dopo un periodo di silenzio da parte di Neowiz, viene annunciata una data di uscita su Discord dedicato ad A.V.A., fissata per il 26 novembre 2021. In questa data, il gioco riapre in fase CBT (Closed Beta), consentendo l'accesso a un numero limitato di giocatori.
Il gioco diventa nuovamente disponibile sulla piattaforma Steam a partire dal 25 agosto 2022.

## Modalità di gioco
Il giocatore deve scegliere tra due fazioni differenti: l'UE Forces e l'NRF (Neo Russian Federation). Le classi disponibili nel gioco sono tre: il point man, che deve essere molto veloce negli spostamenti dunque è equipaggiato con una pistola mitragliatrice e poche munizioni, il rifleman, il quale ha in dotazione un fucile d'assalto e una maggiore quantità di munizioni, e lo sniper equipaggiato con un fucile di precisione.
Nel gioco è presente uno shop in cui si può acquistare tutto il necessario per la battaglia come armi, bombe, coltelli, guanti e anfibi. Inoltre, con denaro reale, è possibile acquistare oggetti bonus.
Ci sono undici modalità di gioco in A.V.A.:
- Annihilation: I giocatori saranno uno contro l'altro in due squadre diverse (UE & NRF) che tenteranno entrambi di raggiungere un punteggio prefissato. In alternativa, allo scadere del tempo la squadra che avrà fatto più punti vince
- Demolition: La squadra UE deve piantare la bomba in uno dei due punti contrassegnati dalla mappa, mentre la squadra avversaria NRF li deve fermarli e resistere fino allo scadere del tempo, in caso contrario, se la squadra UE riesce piantare la bomba, la squadra nemica deve disinnescare la bomba in tempo prima che esploda
- Escort: La squadra UE deve scortare un carro armato fino al punto di destinazione, e ripararlo se danneggiato, mentre la squadra NRF avrà il compito di prevenire questo, e di resistere fino a che il tempo della partita scada.
- Convoy: La squadra UE deve trasportare un oggetto fino al punto di destinazione, mentre la squadra nemica, NRF deve impedire che ciò accada
- Domination: Entrambe le squadre hanno il compito di dominare più punti possibili su una mappa, allo scadere del tempo, la squadra che più dominazione vince, in caso di parità nessuna squadra vincerà
- Free For All: Tutti i giocatori della partita, saranno uno contro l'altro, e il primo giocatore che raggiungerà il punteggio prefissato vincerà. In alternativa, chi avrà fatto il punteggio più alto allo scadere del tempo vincerà la partita
- Cross Steal: Entrambe le squadre hanno il compito di recuperare la chiave di lancio della squadra avversaria, e di ritornare alla base difendendo la propria chiave di lancio
- Infection: Ogni partita inizia con un conto alla rovescia. Durante il conto alla rovescia i giocatori devono impostare una posizione difensiva o pianificare una strategia di lotta contro gli zombie. Quando il conto alla rovescia termina, uno o più giocatori (a seconda del numero totale di giocatori nella partita) si trasformano in zombie in modo casuale. Gli umani devono resistere fino allo scadere del tempo, invece gli zombie devono infettare tutti gli umani. Quasi alla fine della partita, quando tutti gli umani saranno diventati zombie, uno o più giocatori (dipende a seconda del numero totale degli zombie) sbloccano un'abilità speciale, il quale premendo T, si ha la possibilità di diventare una specie di morte, con addosso un capello e dei mantelli ovunque, e si avrà come arma una lunga ascia infuocata che è in grado di provocare un grandissimo danno, il quale il giocatore appunto avrà la vita allungata del 500% e sarà dotato di salti giganti e di un'altra abilità speciale che permetterà di accecare gli zombie per un breve periodo di tempo.
- Al Mission: Tutti i giocatori vengono posti in una squadra singola, e dovranno combattere contro dei soldati comandati dal computer, vince la squadra che arriva per primo a un punteggio prefissato. O in alternativa, allo scadere del tempo vince la squadra che avrà fatto più punteggi
- Escape - Boat: La squadra UE cerca di fuggire in una barca in attesa, mentre la squadra NRF cerca di sterminarli. Si vince quando la squadra avversaria viene sterminata, o quando un giocatore prende la barca
- Mercenary: La partita inizia con un conto alla rovescia, in questo conto alla rovescia i giocatori devono trovare una posa difensiva, o una strategia di combattimento contro i mercenari. Allo scadere del tempo, usciranno mercenari e prigionieri (ciascuno con abilità diverse) da tutte le parti, e tenteranno di uccidere i giocatori, i giocatori dovranno cercare di resistere il più lungo possibile, e di uccidere tutti i mercenari e prigionieri e proseguire con la partita cambiando posto e combattimenti di volta in volta, più si va avanti e più diventa difficile la partita, in quanto i giocatori troveranno nemici e boss sempre più forti e terribili, fino ad arrivare al round finale (ci sono molte mappe e modalità di questo genere)
- AVA Sports: Una specie di modalità simile agli olimpiadi, in cui i giocatori dovranno fare diversi sport